# Liste der deutschen Botschafter in Italien
Die Liste der deutschen Botschafter in Italien enthält alle Botschafter und ranghöchsten Vertreter des Norddeutschen Bundes (1866–1871), des Deutschen Reiches (1871–1945) und der Bundesrepublik Deutschland (seit 1951) im Königreich Italien (1861–1946) und der  Italienischen Republik (seit 1946). Hauptstadt Italiens und Amtssitz der deutschen Botschaft waren Turin (1861–1865), Florenz (1865–1870) und Rom (seit 1870). Der deutsche Botschafter in Rom ist seit 1995 ebenfalls für die Republik San Marino akkreditiert.
Die Leiter der Kammervertretung bzw. Botschafter der DDR (1958–1990) in Italien sind in der Liste der Botschafter der DDR aufgeführt.

## Missionschefs
| Name                                              | Bild               | Amtszeit                | Anmerkungen |
| Norddeutscher Bund                                | Norddeutscher Bund | Norddeutscher Bund      | Norddeutscher Bund |
| ------------------------------------------------- | ------------------ | ----------------------- | --- |
| Guido von Usedom (1805–1884)                      |                    | 1868–1869               | 1863–1868: preußischer Gesandter |
| Brassier de Saint-Simon-Vallade (1798–1872)       |                    | 1869–1872               | |
| / Deutsches Reich                                 |                    |                         | |
| Robert von Keudell (1824–1903)                    |                    | 1873–1887               | |
| Eberhard zu Solms-Sonnenwalde (1825–1912)         |                    | 1887–1893               | |
| Bernhard von Bülow (1849–1929)                    |                    | 1893–1897               | |
| Anton Saurma von der Jeltsch (1836–1900)          |                    | 1897–1899               | |
| Karl von Wedel (1842–1919)                        |                    | 1899–1902               | |
| Anton von Monts (1852–1930)                       |                    | 1903–1909               | |
| Gottlieb von Jagow (1863–1935)                    |                    | 1909–1913               | |
| Hans von Flotow (1862–1935)                       |                    | 1913–1915               | |
| John von Berenberg-Gossler (1866–1943)            |                    | 1920–1921               | |
| Konstantin von Neurath (1873–1956)                |                    | 1921–1930               | |
| Carl von Schubert (1882–1947)                     |                    | 1930–1932               | |
| Ulrich von Hassell (1881–1944)                    |                    | 1932–1938               | |
| Hans Georg von Mackensen (1883–1947)              |                    | 1938–1943               | |
| Otto Fürst von Bismarck                           |                    | August 1942–August 1943 | Geschäftsträger |
| Rudolf Rahn (1900–1975)                           |                    | 1943–1945               | Geschäftsträger der Botschaft beim Königreich Italien 30. August – 8. September 1943 Bevollmächtigter des Großdt. Reiches in Italien 12. – 15. September 1943 Bevollmächtigter des Großdt. Reiches bei der italienisch faschistischen Nationalregierung 16. September – 2. November 1943 Bevollmächtigter des Großdt. Reiches und Botschafter bei der Italienischen Sozialrepublik mit Botschaft in Fasano, Gardone Riviera November 1943 – 8. Mai 1945 |
| BR Deutschland                                    |                    |                         | |
| Clemens von Brentano (1886–1965)                  |                    | 1951–1957               | |
| Manfred Klaiber (1903–1981)                       |                    | 1957–1963               | |
| Herbert Blankenhorn (1904–1991)                   |                    | 1963–1965               | |
| Hans-Heinrich Herwarth von Bittenfeld (1904–1999) |                    | 1965–1969               | |
| Rolf Lahr (1908–1985)                             |                    | 1969–1973               | |
| Hermann Meyer-Lindenberg (1912–1982)              |                    | 1974–1977               | |
| Hans Arnold (14. August 1923)                     |                    | 1977–1981               | |
| Rüdiger von Wechmar (1923–2007)                   |                    | 1981–1983               | |
| Lothar Lahn (1921–1994)                           |                    | 1983–1986               | |
| Friedrich Ruth (1927–2016)                        |                    | 1986–1992               | |
| Konrad Seitz (1934–2023)                          |                    | 1992–1994               | |
| Dieter Kastrup (1937–2025)                        |                    | 1994–1998               | |
| Fritjof von Nordenskjöld (* 1938)                 |                    | 1998–2000               | |
| Klaus Neubert (* 1942)                            |                    | 2001–2004               | |
| Michael H. Gerdts (1947–2023)                     |                    | 2004–2007               | |
| Michael Steiner (* 1949)                          |                    | 2007–2010               | |
| Michael H. Gerdts (1947–2023)                     |                    | 2010–2012               | |
| Reinhard Schäfers (* 1950)                        |                    | 2012–2015               | |
| Susanne Wasum-Rainer (* 1956)                     |                    | 2015–2018               | |
| Viktor Elbling (* 1959)                           |                    | 2018–2023               | |
| Hans-Dieter Lucas (* 1959)                        |                    | 2023–2025               | |
| Thomas Bagger (* 1965)                            |                    | seit 2025               | |